# Кирхвиштет
Кирхвиштет (њем. Kirchwistedt) општина је у њемачкој савезној држави Доња Саксонија. Једно је од 57 општинских средишта округа Куксхафен. Према процјени из 2010. у општини је живјело 464 становника. Посједује регионалну шифру (AGS) 3352026.

## Географски и демографски подаци
Кирхвиштет се налази у савезној држави Доња Саксонија у округу Куксхафен. Општина се налази на надморској висини од 14 метара. Површина општине износи 25,1 km². У самом мјесту је, према процјени из 2010. године, живјело 464 становника. Просјечна густина становништва износи 19 становника/km².